# Стахитарфета
Стахитарфе́та (лат. Stachytarpheta) — род двудольных цветковых растений, включённый в трибу Duranteae семейства Вербеновые (Verbenaceae).

## Название
Научное название рода было впервые употреблено в 1804 году датским ботаником Мартином Валем. Оно образовано от др.-греч. στάχυς — «колос» и ταρφειός — «густой, частый».

## Ботаническое описание

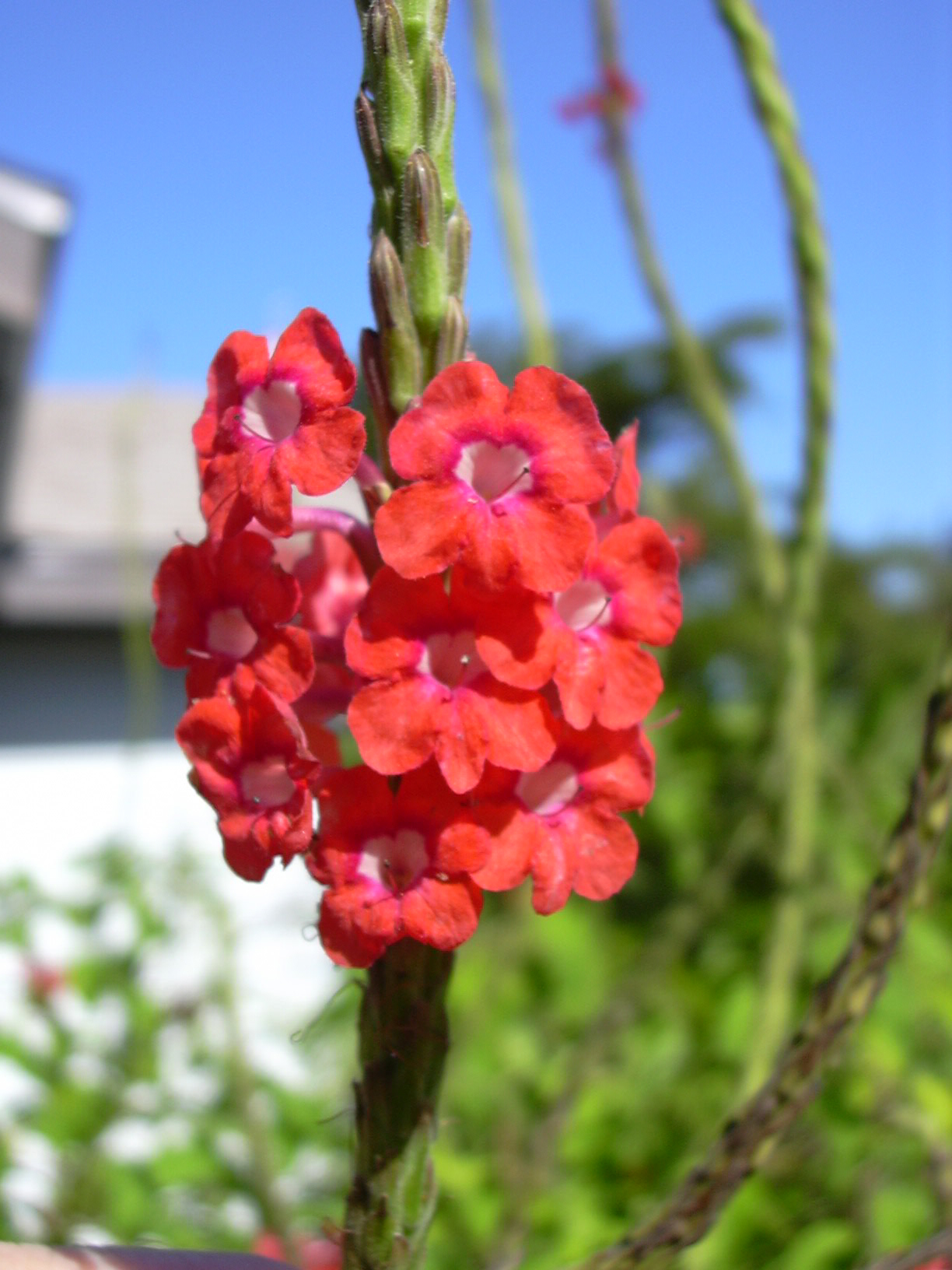
Цветки Stachytarpheta mutabilis

Представители рода — кустарники и многолетние либо однолетние травянистые растения с ветвящимся стеблем.
Листья расположенные чаще всего супротивно, с цельным или неясно зубчатым краем.
Цветки собраны в длинные колосовидные соцветия. Чашечка разделённая на 4 или 5 плёнчатых или листовидных чашелистиков, трубчатой формы. Венчик разделён на 5 сросшихся лепестков, окрашен в белые, синие, сиреневые или красные тона. Тычинки в количестве 4, две из них недоразвитые. Пестик с головчатым рыльцем, длинный. Завязь двухгнёздная.
Плод сухой, продолговато-линейной формы, раскрывающийся на две части.

## Ареал
Виды рода Стахитарфета в естественных условиях распространены в тропических регионах Южной Америки. Многие из них натурализовались в Африке и Азии.

## Таксономия
|  |                        |  |                                      |                                      |                 |  | ещё от 7 триб, в том числе Verbeneae |             |                  |                 |
|  |                        |  |                                      |                                      |                 |  |                                      |             |                  | около 129 видов |
|  |                        |  |                                      | семейство Вербеновые                 |                 |  |                                      |             | род Стахитарфета |                 |
|  |                        |  |                                      | семейство Вербеновые                 |                 |  |                                      |             | род Стахитарфета |                 |
|  | порядок Ясноткоцветные |  |                                      |                                      | триба Duranteae |  |                                      |             |                  |                 |
|  | порядок Ясноткоцветные |  |                                      |                                      |                 |  |                                      |             |                  |                 |
|  |                        |  | ещё 20 семейств (по Системе APG III) | ещё 20 семейств (по Системе APG III) |                 |  |                                      | ещё 8 родов | ещё 8 родов      |                 |
|  |                        |  |                                      | ещё 20 семейств (по Системе APG III) |                 |  |                                      |             | ещё 8 родов      |                 |

### Синонимы
- Abena (Neck. ex Schauer) Hitchc., 1893
- Cymburus Salisb., 1806
- Melasanthus Pohl, 1827
- Sarcostachya Juss., 1827, nom. superfl.
- Sherardia Vaill. ex Mill., 1754, nom. illeg.
- Stachytarpha Link, 1821, nom. superfl.
- Tarpheta Raf., 1837, nom. superfl.
- Ubochea Baill., 1891
- Valerianoides Medik., 1789, nom. rej.
- Vermicularia Moench, 1802, nom. rej.

### Виды
Род включает от 60 до 129 видов. Некоторые из них:
- Stachytarpheta angustifolia (Mill.) Vahl, 1804
- Stachytarpheta jamaicensis (L.) Vahl, 1804 — Стахитарфета ямайкская
- Stachytarpheta mutabilis (Jacq.) Vahl, 1804